# Atlético Clipper Clube
O Atlético Clipper Clube ou apenas Clipper, é um clube de esportivo da cidade de Manaus, no Estado do Amazonas, que tem como principal atividade o Futebol. O Clipper tem como mascote a "Águia Dourada" e tem como seu principal titulo a Copa Amazonas de Futebol de 2002.

## História
O Clipper foi fundado no dia 1° de junho do ano de 1954, na esquina das ruas Santa Izabel e Visconde de Porto Alegre, no bairro Praça 14 de Janeiro. Primeiramente foi sugerido que seu nome seria Eclipse (talvez por isso a combinação do preto com amarelo, como um sol sombreado) mas, seus dirigentes decidiram inovar e adotar o nome atual. Apesar de ter sido vice-campeão amazonense por duas vezes, nunca participou de competições nacionais.

### No amadorismo
O clube aurinegro filiou-se à FADA ainda na fase amadora do futebol local. Em 1956, ingressou na Segunda Divisão estadual e logo foi campeão, assim, ingressando na elite do futebol amazonense, em 1957. Disputou 3 anos na primeira divisão, onde seu maior feito foi uma goleada aplicada sobre o Nacional por 7 a 3. Resultados deste tipo são poucos na história do Nacional, e o Clipper foi um dos poucos a ter esse feito entre clubes do estado.
Em 1959, depois de regular campanha, perdeu seu status de membro da Primeira Divisão, vaga essa depois ocupada pelo Rio Negro, que voltava ao futebol depois de 14 anos e venceu as provas de habilitação (sem passar pela segunda divisão). Em 1960 passou a fazer parte da "Chave B" da Primeira Divisão, que era literalmente a Segunda Divisão. Em 1962 o clube licenciou-se das disputas da FADA.
Depois, filiou-se à Federação Amazonense de Futebol, fazendo parte do quadro de amadores da entidade, disputando a Divisão Especial do Campeonato Amazonense de Amadores, a continuação oficial da Segunda Divisão. Nessa categoria, seu auge foi no biênio 1985-86. Em 1985, disputou a final contra o Náutico, porem, foi derrotado por 2 a 0, ficando com o vice-campeonato. Em 1986 voltou a fazer boa campanha e chegou novamente à final, desta vez vindo a enfrentar outro quadro tradicional do cenário amador, o Olaria do Morro da Liberdade. Em disputa acirrada, empataram em 1 a 1, com a decisão indo para os pênaltis onde desta vez a "Águia dourada" venceu por 5 a 3 e se sagrou campeão amazonense de amadores.

### Profissionalização
Depois de longa jornada no âmbito amador do futebol amazonense, em 1996, o clube ingressou no futebol profissional com apoio do empresário e deputado Joaquim Gouvêa, o Janjão. O clube estreou em 31 de Março empatando em 1 a 1 com o Nacional, no Estádio Vivaldo Lima, mediante público de 2.384 pagantes. Neste ano o clube foi vice-campeão estadual, mas longe de ser uma surpresa, uma vez que tudo correspondia aos investimentos feitos. Além disso o clube ainda teve o artilheiro do campeonato, Alcimar, com 11 gols.
Já na temporada de 1998, o clube perdeu o apoio de Janjão, e acabou disputando apenas um dos turnos do Campeonato daquele ano, sendo o lanterna. Apesar das dificuldades, o clube se manteve firme no profissionalismo, sem nenhum grande destaque. Em 2002, o clube fez parceria com a prefeitura do município de Itacoatiara, e essa se mostrou produtiva, com o clube ganhando o título da Copa Amazonas daquela temporada, assim como a Taça Estado do Amazonas (1º turno do Campeonato estadual), garantindo assim vaga na final. Na disputa da final, acabou derrotado pelo Nacional por 3 a 2, ficando novamente com o vice-campeonato.
Depois do segundo vice-campeonato, o clube não obteve mais campanhas brilhantes, chegando a amargar duas lanternas do campeonato em 2004 e 2006, quando disputou a Primeira Divisão pela última vez depois de onze anos seguidos. O clube entrou em licenciamento de dois anos, retornando para disputar a Segunda Divisão de 2009. 

#### Restruturação do Clube
Em 2019 com a posse do novo Presidente, o Sr. Wallace Dantas, o Clipper recebeu reestruturação para voltar a apresentar competitividade. O clube participou da Segunda Divisão e pela primeira vez em seis participações foi competente em lutar pelo acesso à Primeira Divisão, porém, num torneio rápido de apenas quatro jogos, esbarrou nas forças do emergente Amazonas FC e do tradicional São Raimundo, ficando assim em 3º lugar.
Em 2020 disputou novamente a Segunda Divisão, sendo campeão ao bater o JC nos pênaltis e subindo para a Primeira Divisão de 2021. Como integrante da Primeira Divisão, em 2021 caiu nas quartas-de-final para o Nacional, terminando em sexto lugar. Em 2022 foi rebaixado com um modesto 10º lugar.

## Símbolos

### Escudo
O escudo do clube é hexagonal, com quatro círculos levemente vazados nas faces superiores, as faces laterais e interiores são ondulares. Há uma borda preta externa e uma borda amarela interna. Interiormente a essas bordas o escudo e dividido transversalmente em suas partes: amarela(superior) e preta(interior). Há um acrônimo das letras "A.C.C." entrelaçado em cor preta(superior) e branca(inferior) e sobreposto a este há um par de asas amarelas de borda e detalhes pretos.

### Cores e Uniforme
As cores oficiais do clube são o Amarelo e o Preto. O uniforme principal é historicamente listrado horizontalmente entre as duas cores, com calções amarelos. Já o secundário, de maior uso, é completamente preto, com pequenos detalhes em amarelo e calção amarelo.

## Títulos

### Profissionais
| ESTADUAIS | ESTADUAIS                          | ESTADUAIS | ESTADUAIS   |
|           | Competição                         | Títulos   | Temporadas  |
| --------- | ---------------------------------- | --------- | ----------- |
|           | Copa Amazonas                      | 1         | 2002        |
|           | Campeonato Amazonense - 2ª divisão | 2         | 1956 e 2020 |

- Taça Cidade de Manaus: 1996
- Taça Estado do Amazonas: 2002

#### Campanhas de destaque
- Vice-campeão do Campeonato Amazonense: 2 (1996 e 2002)

### Amadores
- Campeonato Amazonense de Amadores: 1986[5]

#### Categorias de Base
- Campeonato Amazonense de Futebol Júnior: 1995 (Invicto)
- Campeonato Amazonense de Futebol Infantil: 1999 e 2017

## Estatísticas
O Clipper profissionalizou-se em 1996. Em 25 anos de profissionalismo, disputou 17 edições oficiais do Campeonato Amazonense de Futebol entre Primeira e Segunda Divisão.
Campeonato Amazonense
| Ano  | 1996 | 1997 | 1998 | 1999 | 2000 | 2001 | 2002 | 2003 | 2004 | 2005 |
| Pos. | 2º   | 4º   | 8º   | 6º   | 5º   | 5º   | 2º   | 5º   | 10º  | 6º   |
| Ano  | 2006 | 2021 | 2022 |      |      |      |      |      |      |      |
| Pos. | 10º  | 6º   | 10º  |      |      |      |      |      |      |      |
| ---- | ---- | ---- | ---- | ---- | ---- | ---- | ---- | ---- | ---- | ---- |

Campeonato Amazonense - Segunda Divisão
| Ano  | 2007 | 2008 | 2009 | 2010 | 2011 | 2013 | 2014 | 2017.1 | 2017.2 | 2018 | 2019 |
| Pos. | —    | —    | 5º   | 5º   | —    | —    | 4º   | —      | 3º     | 5º   | 3º   |
| Ano  | 2020 | 2023 | 2024 | 2025 |      |      |      |        |        |      |      |
| Pos. | 1º   | 3º   | 6º   | 9º   |      |      |      |        |        |      |      |
| ---- | ---- | ---- | ---- | ---- | ---- | ---- | ---- | ------ | ------ | ---- | ---- |

Legenda:
| Campeão Vice-campeão | Rebaixado à divisão inferior Acesso à divisão superior |